# Крістін Мак-Ві
Крістін Енн Мак-Ві (англ. Christine Anne McVie; уроджена Перфект (англ. Perfect); 12 липня 1943 — 30 листопада 2022) — англійська музикантка, вокалістка та клавішниця групи «Fleetwood Mac», до якої вона приєдналася в 1970 році. Вона також випустила три сольні альбоми. Її пряма, але гостра лірика зосереджена на коханні та стосунках. AllMusic описав її як «беззаперечно приємну на слух співачку/автора пісень і основоположника деяких з найбільших хітів „Fleetwood Mac“». Вісім її пісень, у тому числі «Don't Stop», «Everywhere» і «Little Lies», з'явилися в альбомі «Fleetwood Mac Greatest Hits» 1988 року.
У 1998 році Мак-Ві включили до Зали слави рок-н-ролу як учасниця «Fleetwood Mac» і отримала нагороду «Brit Award» за видатний внесок у музику. Того ж року, після майже 30 років роботи з групою, вона вирішила залишити її та прожила напівпенсійно[уточнити] майже 15 років. У 2004 році випустила сольний альбом. У вересні 2013 року вона вийшла на сцену з «Fleetwood Mac» на «O2 Арена» у Лондоні, а потім знову приєдналася до гурту в 2014 році перед їх туром «On with the Show».
У 2006 році Мак-Ві отримала нагороду «Золотий знак за заслуги» від Basca, тепер Академії Айворс. У 2014 році вона отримала нагороду Айвора Новелло за життєві досягнення від Британської академії авторів пісень, композиторів і авторів, і була відзначена нагородою «Першопрохідник» на церемонії вручення нагород «UK Americana Awards» у 2021 році. Вона також була лауреатом двох премій «Греммі».